# Cầu Trần Thị Lý
Cầu Trần Thị Lý là cây cầu bắc qua sông Hàn ở thành phố Đà Nẵng, Việt Nam. Cây cầu này thay thế cho hai cây cầu cũ là Nguyễn Văn Trỗi và Trần Thị Lý. Cầu được khánh thành và đi vào hoạt động năm 2013.

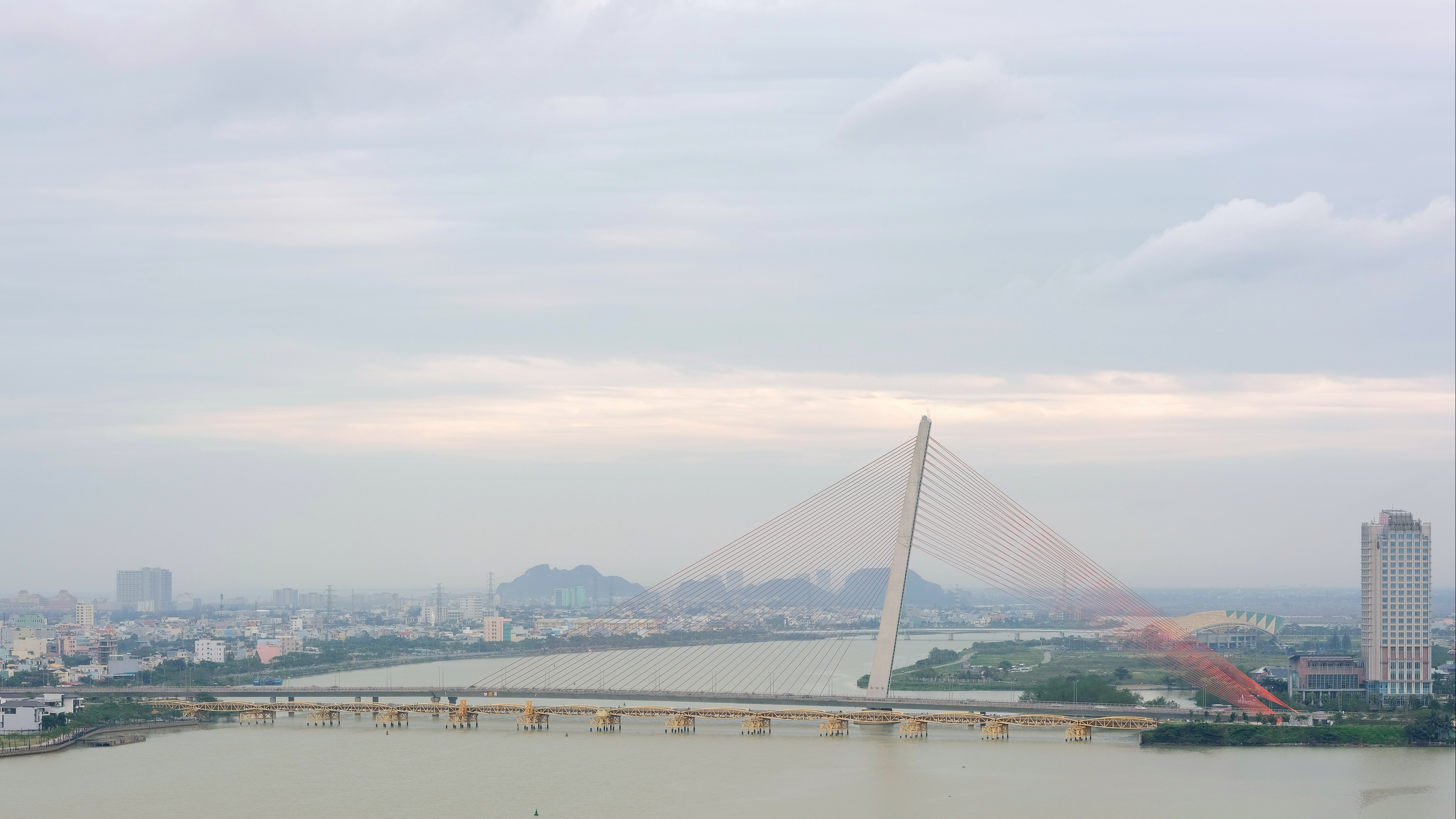
Cầu Trần Thị Lý

## Xây dựng
- Chủ đầu tư: UBND Thành phố Đà Nẵng
- Đại diện Chủ đầu tư: Ban Quản lý Dự án Đầu tư Xây dựng Giao thông Công chánh
- Đơn vị Tư vấn Thiết kế: Công ty WSP Finland
- Đơn vị Tư vấn Giám sát: Liên danh Tư vấn ALAI-DCCD
- Đơn vị Thi công: CIENCO 1 - Công ty VSL Việt Nam - Công ty CP TVTK Cầu lớn - Hầm (triển khai bản vẽ thi công)
- Tổng mức đầu tư: 497,7 tỷ VNĐ (cuối cùng là 1.700 tỷ)
- Nguồn vốn: Vốn ngân sách
- Khởi công: 4/2009
- Khánh thành: 29/3/2013

Quy mô và tiêu chuẩn kỹ thuật:
- Phạm vi Dự án: Cầu có nhịp liên tục với tổng chiều dài khoảng 731m từ mố S1 đến mố S13
- Quy mô Công trình: thiết kế vĩnh cửu bằng BTCT, BTCTDƯL, cáp dây văng và thép
- Tĩnh không:

- Khổ giới hạn thông thuyền: BxH=(50x7)m
- Khổ giới hạn đường bộ: H=4,75m

- Sơ đồ nhịp: Sơ đồ kết cấu nhịp: (4x50+230+45+4x50+30+26), tổng chiều dài 731m, trong đó:

- Nhịp chính: nhịp dây văng dài 230m, bố trí một mặt phẳng dây neo với kết cấu nhịp tại giữa dải phân cách
- Trụ tháp: mặt cắt ngang dạng hình chữ V bằng BTCT, nghiêng 12 độ về phía Tây cầu (phía mố S1), cao +145m, có bố trí sàn vọng cảnh và thang máy
- Nhịp dẫn: Có cấu tạo mặt cắt ngang dạng dầm hộp BTCT DƯL

- Bề rộng cầu: B=35,5m
- Tốc độ thiết kế: 60Km/h
- Tải trọng thiết kế: Hoạt tải: HL93, người 0,3T/m2[2]

## Cầu Trần Thị Lý (cũ)
Cầu Trần Thị Lý hiện nay là cây cầu xây dựng hoàn toàn mới tại vị trí của cầu Trần Thị Lý (cũ). Cầu Trần Thị Lý (cũ) đã bị tháo dỡ năm 2003. Trước đây cầu Trần Thị Lý (cũ) là cây cầu đầu tiên bắc qua sông Hàn của Đà Nẵng.
Năm 1951 người Pháp cho xây dựng cây cầu đầu tiên bắc qua sông Hàn là một cây cầu đường sắt, gắn vào hệ thống đường sắt từ Cảng Tiên Sa đến Ga Đà Nẵng. Cầu dài 520m, được xây dựng bởi Hãng Eiffel (Pháp), và có tên là cầu De Lattre De Tassigny (1989 - 1952, Thống chế Pháp), phiên âm tiếng Việt là Đờ-lát Đờ Tát-xi-nhi mà người dân Đà Nẵng quen gọi là cầu Đờ Lát, cầu Đờ Lách.
Đến năm 1955, khi người Pháp đã rút về nước, ở Đà Nẵng tất cả các đường phố mang tên Pháp (trừ Pasteur và Yersin) đều được đổi thành tên Việt. Cầu De Lattre De Tassigny cũng được đổi tên thành cầu Trịnh Minh Thế (tướng Cao Đài, 1922 - 3/5/1955).
Bản đồ Đà Nẵng 1967 ghi rõ cầu Trịnh Minh Thế là cầu đường bộ và đường sắt. Cầu Trịnh Minh Thế đã là một cầu đường bộ từ trước 1975 chứ không phải chỉ là một cầu đường sắt.
Tên gọi cầu De Lattre (Đờ Lát) đã đi vào dân gian nên nhiều người biết, trong khi đó chỉ có một số ít người biết là cầu đã đổi tên thành cầu Trịnh Minh Thế. Đến sau năm 1975, cầu Trịnh Minh Thế mới được đổi tên thành cầu Trần Thị Lý (1933 - 1992).

## Kỉ lục
- Gối trụ cầu, nặng 3,2 tấn, với sức chịu lực cho tháp trụ lên đến 32.000 tấn – lớn nhất thế giới hiện nay (kỹ lục cũ thuộc về một cây cầu ở Trung Quốc với gối trụ chịu lực 17.800 tấn).[5]
- Kết cấu một mặt phẳng dây rộng 34,5 mét lớn nhất Đông Nam Á.[5]